# 이반 모치니치
이반 모치니치(크로아티아어: Ivan Močinić, 1993년 4월 30일, 리예카 ~ )는 크로아티아의 축구 선수로 포지션은 미드필더이다.

## 클럽 경력
리예카에서 태어난, 모치니치는 그의 첫 프로 데뷔 시즌에 13경기에 출전하였고 첫 득점은 프르바 HNL 2011-12 시즌 마지막 경기에서 넣었다. 그의 데뷔 경기는 2011년 10월에 열린 더비 라이벌인 디나모 자그레브와의 경기였다. 2012-13 시즌에 19경기에 출전하였고, 슬라벤 벨루포를 상대로 한 골을 넣었으며, 리예카가 시즌 3위로 마치는데 기여를 했다. 또한 그는 2012년에 열린 UEFA U-19 축구 선수권 대회의 3경기를 포함해서 크로아티아 U-19 국가대표팀에서 총 8경기에 출전하였다. 그는 리예카에서 가장 성공적인 선수중 한명으로 여겨지고 있다.